# Albanidrilus coxensis
Albanidrilus coxensis är en ringmaskart som beskrevs av Erséus 1997. Albanidrilus coxensis ingår i släktet Albanidrilus och familjen glattmaskar. Inga underarter finns listade i Catalogue of Life.